# Gedling Miners Welfare F.C.
Gedling Miners Welfare Football Club là một câu lạc bộ bóng đá đến từ Gedling, gần Arnold, Nottinghamshire, Anh. Clb đang chơi tại East Midlands Counties League.

## Lịch sử
Gedling Miners Welfare được thành lập năm 1919 với tên gọi Gedling Colliery Welfare, đổi tên năm 1993 thành Gedling Miners Welfare. Trong thời điểm này câu lạc bộ đang thi đấu ở Nottinghamshire Football Alliance, giữ lại trên hạng đấu cao nhất trừ một mùa giải (2000–01). Năm 2002 họ gia nhập Central Midlands League. Sáu năm sau, câu lạc bộ chuyển đến East Midlands Counties League khi giải đấu được thành lập. Đội bóng thi đấu ở FA Vase mùa giải 2005–06 nhưng bị loại ở Vòng loại 1.

## Danh hiệu
- Nottinghamshire Alliance Division Two[1]
  - Vô địch 2000–01

## Kỉ lục
- FA Cup[1]
  - Vòng Tiền sơ loại 2008–09, 2009–10, 2010–11, 2011–12
- FA Vase
  - Vòng 1 2007–08